# Playa Porto Marie
Playa Porto Marie (también Playa Porto Mari) es una playa en la isla caribeña de Curazao, situada cerca de la localidad de Sint Willibrordus, en la bahía de Porto Marie. La playa se usa como punto de partida para el buceo y snorkeling. Hay un pequeño bar.
Playa Porto Marie está experimentando con los arrecifes de coral artificiales con el fin de mejorar la condición de los arrecifes, después de haber colocado cientos de bloques de coral artificiales.